# Saint-Grégoire (Tarn)
Saint-Grégoire – miejscowość i gmina we Francji, w regionie Oksytania, w departamencie Tarn. W 2013 roku jej populacja wynosiła 500 mieszkańców. Przez gminę przepływa rzeka Tarn. 